# Caravelle (revue)
Pour les articles homonymes, voir Caravelle.
Caravelle est une revue scientifique pluridisciplinaire publiée par les Presses universitaires du Midi de l'Université Toulouse-Jean-Jaurès sur les études littéraires et l'histoire sociale et culturelle de l'Amérique latine, qui s'est également appelée Cahiers du monde hispanique et luso-brésilien de 1966 à 1987. Fondée en 1963 par Frédéric Mauro, Paul Mérimée et Jean Roche, puis dirigée pendant vingt ans par Georges Baudot de 1975 à 1995, elle est parue deux fois par an, en juin et décembre, jusqu'au numéro 120 publié en décembre 2023. Au début des années 1990, elle fait partie des quatre revues scientifiques de référence en France sur l'Amérique latine, avec Cahiers des Amériques latines de l'IHEAL, Problèmes d'Amérique Latine de La Documentation française et América du Centre de recherche interuniversitaire sur les champs culturels en Amérique latine (de l'Université Sorbonne-Nouvelle).